# Chrysometa conspersa
Chrysometa conspersa là một loài nhện trong họ Tetragnathidae.
Loài này thuộc chi Chrysometa. Chrysometa conspersa được miêu tả năm 1945 bởi Bryant.